# Perry Mason: Morte di un dongiovanni
Perry Mason: Morte di un dongiovanni (Perry Mason: The Case of the Reckless Romeo) è un film per la televisione del 1992, diretto dal regista Christian I. Nyby II.

## Trama
Ted Mayne è un giornalista investigativo e il presentatore di un programma di intrattenimento. La sua maggiore occupazione è trovare una notizia-scandalo su cui fare il suo programma. L'altra sua maggiore occupazione è collezionare donne, magari famose. Proprio durante il suo spettacolo, Ted Mayne annuncia di aver pubblicato un libro dove sono descritte nei minimi particolari le relazioni che ha avuto con alcune donne famose, tra cui un'attrice, una fotografa, la vedova di un senatore, una produttrice di programmi televisivi. Ovviamente a queste donne non va bene il fatto di essere messe in piazza e chi con violente affermazioni, chi con ragionato disprezzo, esternano il loro odio nei confronti del conduttore. Tutte queste esternazioni vengono registrate dalla giornalista Charley Adams per i servizi televisivi che l'emittente le ha ordinato. Il giorno dopo questi avvenimenti, Ted Mayne viene trovato morto nel suo appartamento e viene subito indagata l'attrice Roxanne Shields che aveva minacciato pubblicamente il conduttore. La fidanzata di Mayne, affranta dal dolore, incarica Charley Adams di indagare su chi ha ucciso il fidanzato, mentre Perry Mason, accettata la difesa della Shields, incarica Ken Malansky di ritrovare dei testi importanti che potranno portare allo stesso fine. Charley e Ken si scontreranno nelle loro indagini, sino ad arrivare al compromesso che porterà alla scoperta del teste importante e che, facendo combaciare gli indizi, porterà Perry Mason a scoprire e dimostrare la verità sulla morte del dongiovanni.

## Curiosità
- L'attrice Tracy Nelson, nota per aver interpretato sorella Stephanie "Stevie" Oskowski ne Le inchieste di Padre Dowling, nella realtà è stata sposata con William R. Moses.
- Il personaggio della vittima Ted Mayne è interpretato da un noto conduttore televisivo americano, Geraldo Rivera, che fu anche giornalista e avvocato.